# Takumi Hayama
Takumi Hayama (羽山 拓巳 Hayama Takumi?), född 20 maj 1978 i Kanagawa prefektur, är en japansk före detta fotbollsspelare.
Hayama började sin karriär 2001 i Tokyo Verdy. Efter Tokyo Verdy spelade han för Vegalta Sendai och FC Horikoshi. Han gick tillbaka till Tokyo Verdy 2006. Han avslutade karriären 2006.